# コスタ・バスカ

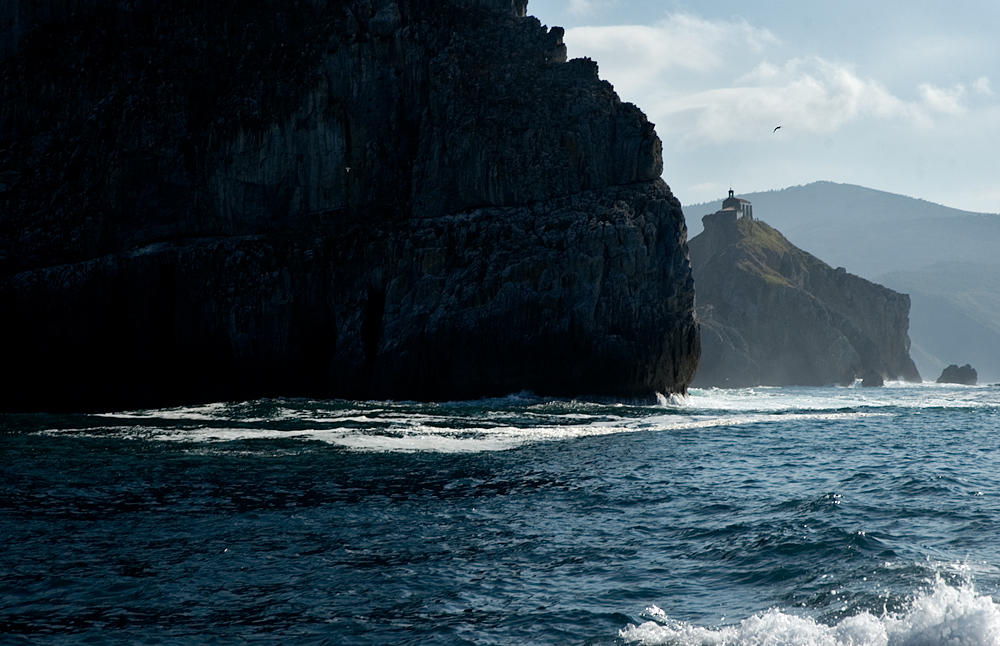
ビスカヤにあるアケチェ島

エウスカル・コスタルデア （バスク語: Euskal Kostaldea）、コスタ・バスカ （スペイン語:Costa Vasca）またはコート・バスク （フランス語:Côte Basque）は、大西洋・ビスケー湾のカンタブリア海沿岸に伸びる海岸。北はフランスのビアリッツから、南のスペインのビルバオまでの間を指す。フランス西岸の南西端から、スペイン北岸の東端までの地帯である。ビスカヤ県、ギプスコア県、フランス領バスクのラブール地方が含まれる。短くて険しい入り江を持つビスケー湾と、全てが緑色の色合いで占められブナやカシの茂るピレネー山脈が風景をつくっている。
フランスのピレネー＝アトランティック県では観光分野においてコート・バスクの名で有名である。
コスタ・バスカ住民は何世紀にもわたって、船乗り、農夫、羊飼いを生業とし、起源の不明な言語を話してきた。14世紀には既にバスクの船乗りたちはアイスランドやグリーンランドに到達しており、一部はニューファウンドランド島やカナダに移住した。

## 主な自治体

### フランス
- アングレット
- ビアリッツ
- サン＝ジャン＝ド＝リュズ
- ゲタリー
- シブール
- アンダイエ

### スペイン
- オンダリビア
- ドノスティア/サン・セバスティアン
- サラウツ
- ベルメオ
- ゲチョ
- ポルトゥガレテ